# Mischtschenko-Blaustern
Der Mischtschenko-Blaustern (Scilla mischtschenkoana) ist eine Pflanzenart aus der Gattung der Blausterne (Scilla) innerhalb der Familie der Spargelgewächse (Asparagaceae). Das Artepitheton bezieht sich auf den russischen Botaniker  Pawel Iwanowitsch Mischtschenko.

## Merkmale
Der Mischtschenko-Blaustern ist eine ausdauernde, krautige Pflanze, die Wuchshöhen von 8 bis 18 Zentimeter erreicht. Dieser Geophyt bildet Zwiebeln als Überdauerungsorgane aus. Die 2 bis 3 (selten bis 5) Blätter messen 5 bis 15 × 0,4 bis wahrscheinlich 2 Zentimeter. Je Zwiebel werden 1 bis 5 (selten bis 8) Blütenstände mit jeweils 2 bis 6 Blüten gebildet. Die Blütenstiele sind 3 bis 25 Millimeter lang. Die Perigonblätter sind glockig, weißlich gefärbt mit hellblauem Mittelnerv und messen 10 bis 20 × 6 bis 7 Millimeter. Die Samen sind schwarz und haben einen weißen, halbringförmigen Ölkörper.
Die Blütezeit reicht von Februar bis März, zum Teil bis April.
Die Chromosomenzahl beträgt 2n = 12.

## Vorkommen
Das natürliche Verbreitungsgebiet umfasst Süd-Transkaukasien und den Nordwesten des Iran. Hier ist die Art auf montanen bis subalpinen trockenen Felsheiden, auf Felsbasen und in Felsspalten zu finden.

## Nutzung
Diese Art wird zerstreut als Zierpflanze für Steingärten, Rabatten und Einfassungen genutzt. Sie ist seit spätestens 1931 in Kultur. Die Sorte 'Zwanenburg' hat hell bläuliche Blüten. Ähnlich vom Habitus ist Puschkinia scilloides, die jedoch eine weiße Nebenkrone hat, die die Staubblätter einhüllt.